# Nérée Boubée
 (janvier 2022).
Si vous disposez d'ouvrages ou d'articles de référence ou si vous connaissez des sites web de qualité traitant du thème abordé ici, merci de compléter l'article en donnant les références utiles à sa vérifiabilité et en les liant à la section « Notes et références ».
Pour les articles homonymes, voir Boubée.
Nérée Boubée (1806-1862) est un naturaliste, entomologiste, géologue, auteur et enseignant à l'Université de Paris, membre de la Société entomologique de France (SEF).

## Biographie
Simon Suzanne Nérée Boubée nait le 12 mai 1806 à Toulouse, au domicile de ses parents, Joseph Boubée, juge de paix, et Marie-Rose Bonin, place de la Daurade,.
Il fonde en 1845 un commerce de naturalia (collections entomologiques, minéraux, fossiles, plantes, matériels scientifiques) et par la suite une maison d'édition, qui ont fermé en 2014.
Il a accumulé de nombreuses collections, notamment entomologiques et de minéraux (de ses collections, qui constituaient le fond de son commerce d'histoire naturelle, l'essentiel des minéraux fait actuellement partie de la collection minéralogie de la Sorbonne, le reste de ses collections d'origine a été dispersé à Bagnères-de-Luchon ainsi que chez des amateurs américains). Il est également l'auteur de plusieurs ouvrages, faisant encore référence jusqu'à nos jours, dans lesquels il consigna tous ses travaux.
Il est aussi le concepteur d'un microscope qui porte son nom.
En véritable passionné, d'une insatiable curiosité, il occupa l'essentiel de sa vie à l'observation et à l'analyse scientifiques, avec les moyens de son époque, des choses de la nature. C'est ainsi qu'en son temps, il a notamment contribué à améliorer les connaissances dans plusieurs domaines tels que la géologie, les empreintes de plantes ou d'animaux dans les couches géologiques ainsi que la cristallographie.
En 1831, il explore le célèbre lac d'Oô, puis il crée les bains des Chalets de Saint-Nérée qui existent toujours dans la vallée de la Barousse.
Il meurt le 2 août 1862 à Bagnères-de-Luchon.

## Travaux
- 1831 :

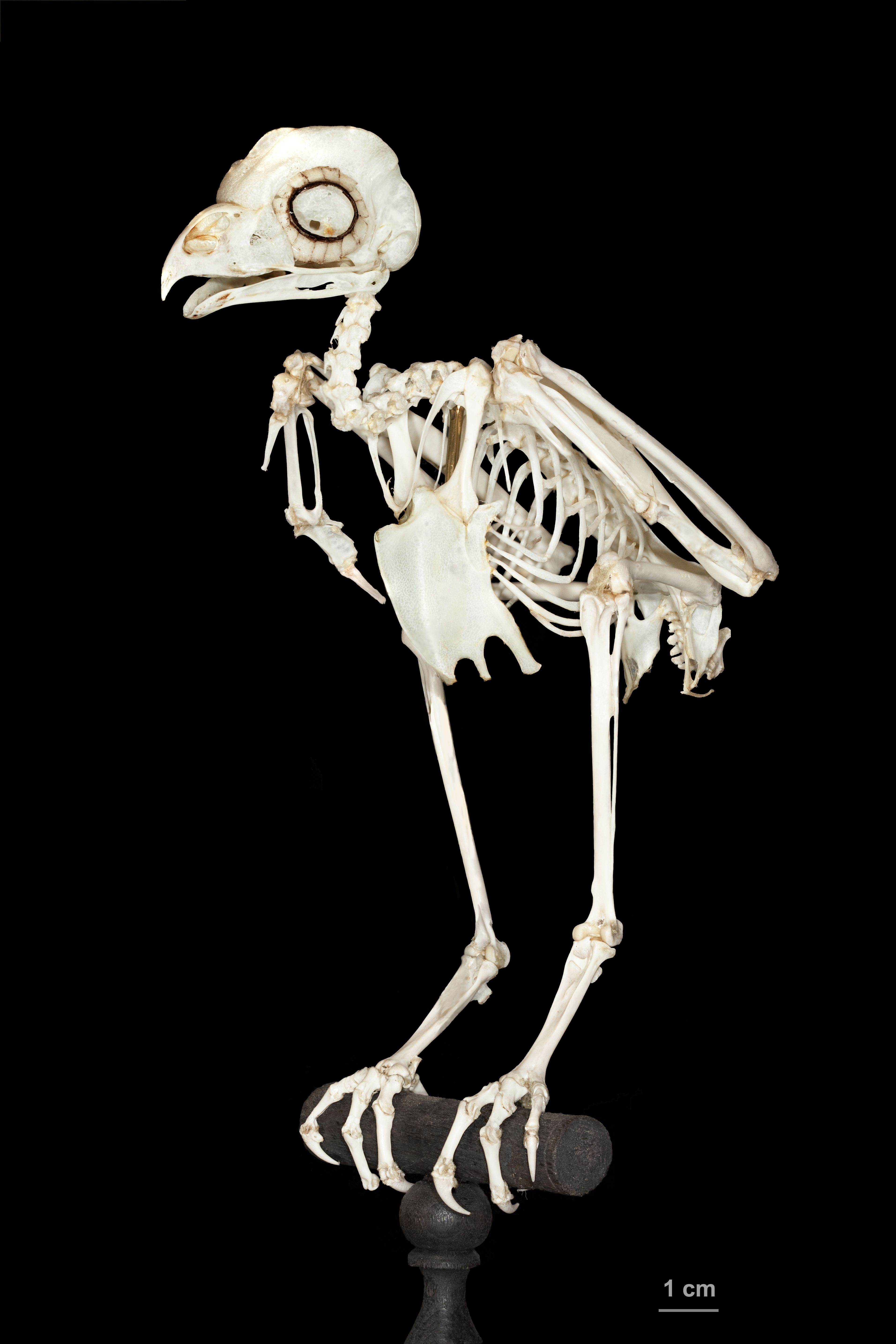
Exemple de travail réalisé par Nérée Boubée - Squelette de Strigidae, Muséum de Toulouse.

  - Promenade de Bagnères au lac d'Oô, étude de la vallée du Larboust.
  - Cours complet d'études géologiques par des leçons et par des voyages, à l'origine devant être composé de 26 parties, il semble ne pas avoir été achevé.
- 1832 : Relation des expériences physiques et géologiques faites au lac d'Oô, comprenant l'itinéraire du naturaliste de Bagnères-de-Luchon au lac.
- 1833 :
  - Géologie élémentaire à la portée de tout le monde, où il décrit sa théorie des déluges d'origine cométaire[7].
  - Deux promenades au Mont Dore. Pour l'étude de la question des cratères de soulèvement.
- 1843 : Bains et courses de Luchon, vrai guide pour les courses et les promenades.
- 1848 : Le Seul Moyen de s'en tirer, réponse au défi de M. Thiers.
- 1852 : Cours de géologie agricole théorique et pratique.
- 1856 : Souvenir obligé de Luchon, ce qu'il importe le plus de voir à Luchon et dans ses alentours avec le livret du musée.